# Zereshof

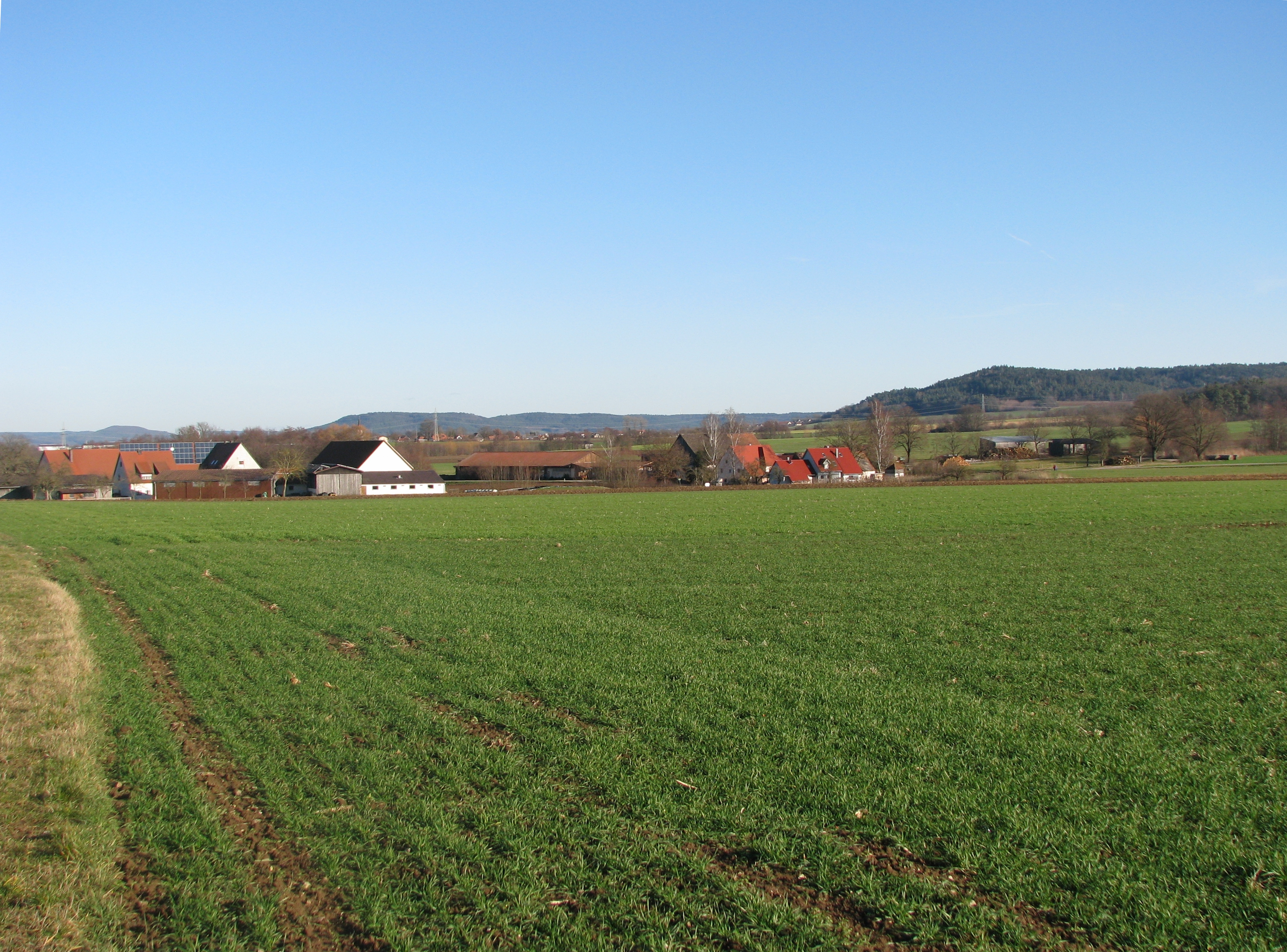
Heindlhof (links) und Zereshof (rechts) aus westlicher Sicht

Zereshof ist ein Gemeindeteil der Stadt Hilpoltstein im Landkreis Roth (Mittelfranken, Bayern). Zereshof liegt in der Gemarkung Mindorf.

## Lage
Die Einöde liegt, umgeben von landwirtschaftlich genutzten Flächen, südöstlich von Hilpoltstein im Vorland der Frankenalb. Östlich des Hofes fließt der Freibach in nördlicher Richtung dem Minbach zu. Von der zwischen Weinsfeld und Eysölden verlaufenden Gemeindeverbindungsstraße zweigt eine Verbindungsstraße zum Zereshof und weiter zum Heindlhof bzw. nach Mindorf ab. Auch von Pyras her führt eine von der Kreisstraße RH 25 abzweigende Straße über den Heindlhof zum Zereshof.
Die Hofflur betrug Anfang des 19. Jahrhunderts 38 Hektar.

## Geschichte
Nach dem Landshuter Erbfolgekrieg wurde das Land um Hilpoltstein 1505 dem neuen Territorium der „Jungen Pfalz“ einverleibt, das Pfalzgraf Ottheinrich erhielt. Hoch verschuldet, verpfändete dieser sein Amt Hilpoltstein 1542 für 36 Jahre an die freie Reichsstadt Nürnberg. Diese ließ 1544 ein Salbuch über das Amt Hilpoltstein anlegen. Darin kommt der Zereshof nicht vor, wohl aber die nahen drei „Haindlhöfe“, unter denen vermutlich der Zereshof subsumiert ist. Denn einer der Höfe ist dort als grundherrschaftlicher Besitz des Klosters Seligenporten ausgewiesen, und der Zereshof war „seeligenpforthisch“. Dies weist die Vogel’sche Karte von 1604 über das 1578 von Pfalz-Neuburg wieder eingelöste Pflegamt Hilpoltstein aus. Gepfarrt war der Hof nach Jahrsdorf, heute gehört er zur Evangelischen Kirchengemeinde Eysölden.
Gegen Ende des Alten Reiches, um 1800, gehörte der Hof nach wie vor dem Kloster Seligenporten. Das ehemals pfalz-neuburgische, seit 1777 kurfürstliche Pfleg- und Kastenamt Hilpoltstein hatte die hohe Gerichtsbarkeit inne.
Im neuen Königreich Bayern (1806) wurde der Steuerdistrikt Weinsfeld gebildet, dem auch der Zereshof angehörte. Nach der Gemeindebildung umfasste 1820 die Ruralgemeinde Mindorf neben dem Kirchdorf selber den Weiler Heindlhof aus drei Höfen und den Zereshof (1 Anwesen). 1808 hatte der Zereshof zwei Pferde und zwei Ochsen. 1873 gab es auf dem Hof vier Pferde und 15 Rinder.
Im Zuge der Gebietsreform in Bayern wurde die Gemeinde Mindorf mit Heindlhof und Zereshof am 1. Januar 1972 nach Hilpoltstein eingemeindet.
2012 standen rund 80 Milchkühe in dem offenen Stall des Anwesens der Familie Peipp.

## Einwohnerentwicklung
- 1818: 005 (1 „Feuerstelle“ = Anwesen, 1 Familie)[17]
- 1861: 013 (3 Gebäude)[18]
- 1871: 012 (4 Gebäude)[14]
- 1885: 013[19]
- 1900: 009 (1 Wohngebäude)[20]
- 1950: 014 (1 Wohngebäude)[21]
- 1961: 007 (1 Wohngebäude)[22]
- 1970: 007[23]
- 1987: 009 (1 Wohngebäude, 1 Wohnung)[1]